# Улица Тюрина (Москва)
Улица Тю́рина — улица в Южном округе Москвы в районе Бирюлёво Восточное между Прохладной улицей и железнодорожной линией Курского направления МЖД. Все дома имеют индекс 115516.

## Происхождение названия
Улица названа в честь русского архитектора Евграфа Дмитриевича Тюрина (1792—1872). В числе его работ — проектирование парковых оранжерей в «Царицыно».

## История
Получила название 5 апреля 1965 года при включении в 1960 году посёлка Ленино в состав Москвы. Прежнее название - Колхозная улица.
Причина переименования — устранение одноименности (в состав Москвы включалось несколько улиц, имевших название Колхозная) и увековечивание памяти выдающегося русского зодчего.

### Здания и сооружения
В настоящее время по данной улице зданий и сооружений не имеется. На пересечении с улицей Прохладной, сохранилось единственное здание вертикальной компоновки  - бывшая районная трансформаторная подстанция (вл.1).
В период существования посёлка Ленино и до середины 1970-х годов здесь велась оживлённая торговля промышленными и продовольственными товарами.
На улице располагались: колхозный рынок, база № 10 "Фураж" (дом № 5)  и магазин "Стройматериалы" № 5 Люберецкой лесоторговой базы (дом № 9). В конце улицы, рядом с устьем реки Городни при её впадении в Верхний Царицынский пруд находился известный на всю Москву стрелковый тир ДОСААФ СССР.
Магазин "Фураж" и "Стройматериалы" продолжали работу до 2005 года, когда началась лужковская реконструкция особо охраняемой природной территории Царицыно, в результате которой все здания и сооружения бывшего посёлка Ленино были снесены и устроен главный вход на территорию ООПТ.
На месте бывшего колхозного рынка проводится Ярмарка мёда.

## Транспорт
По улице Тюрина проходят автобусы м82, с854. Вблизи улицы расположены станция метро Царицыно и станция Царицыно Курского направления МЖД.